# 药岘圣堂
藥峴聖堂（韓語：약현성당）是一座古老的天主教教堂，位于韓國首爾特別市中區中林洞。1977年被列为史蹟第252号。
天主教是由燕京行使以西学名义从北京引入朝鲜。1831年朝鲜教区脱离北京教区独立。1886年6月4日签署《韓佛修好條約》后，宣教活动自由得到保障，天主教得到极大扩展。随着汉城天主教徒人数的增加，巴黎外方传教会传教士高宜善神父（Eugene Jean Georges Coste）于1891年10月27日开工建造教堂。1893年9月25日，举行了祝圣仪式。
这是汉城的第一座天主教堂，也是韩国第一座哥特式教堂。

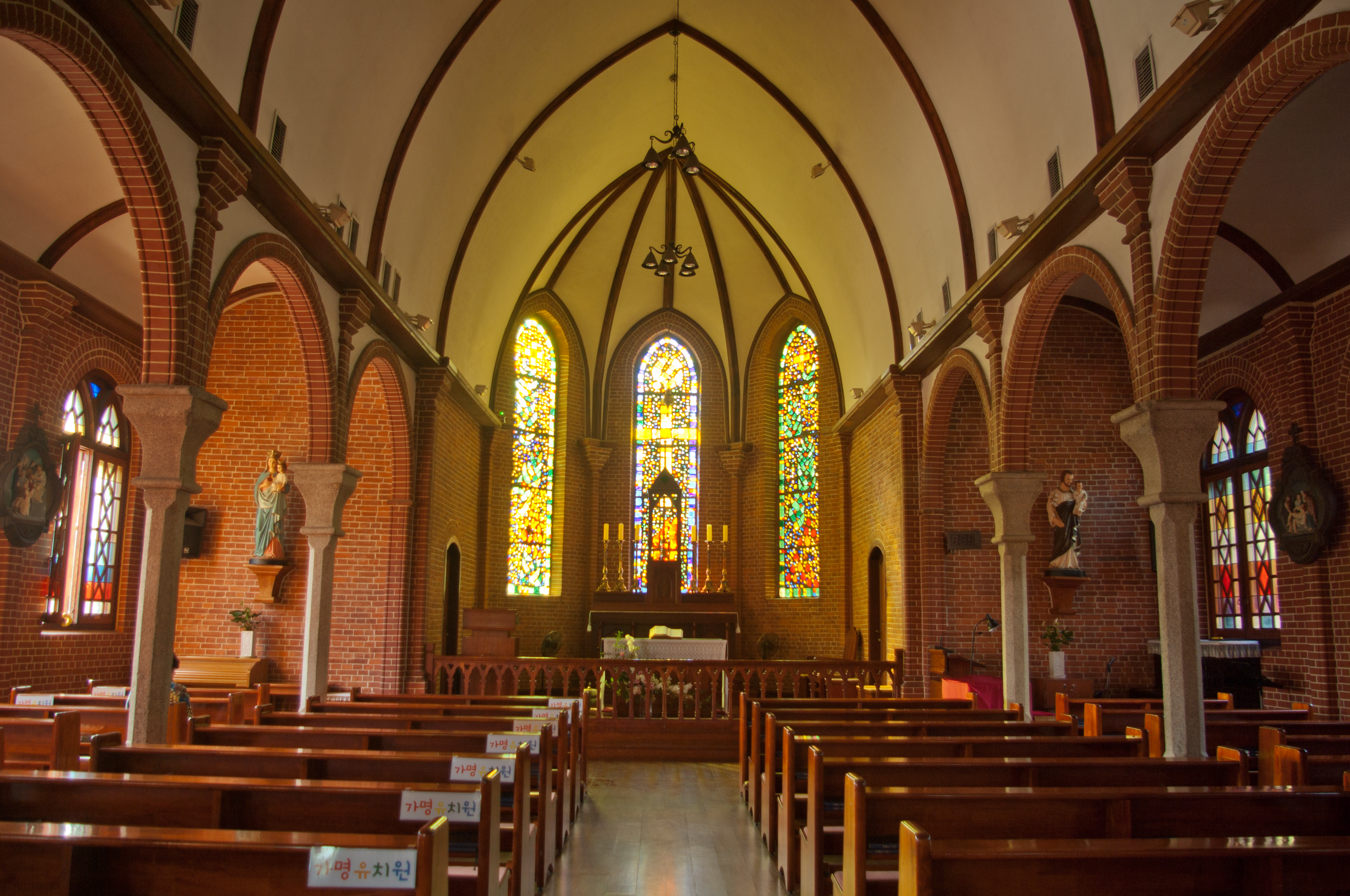